# Martin Cruz Smith

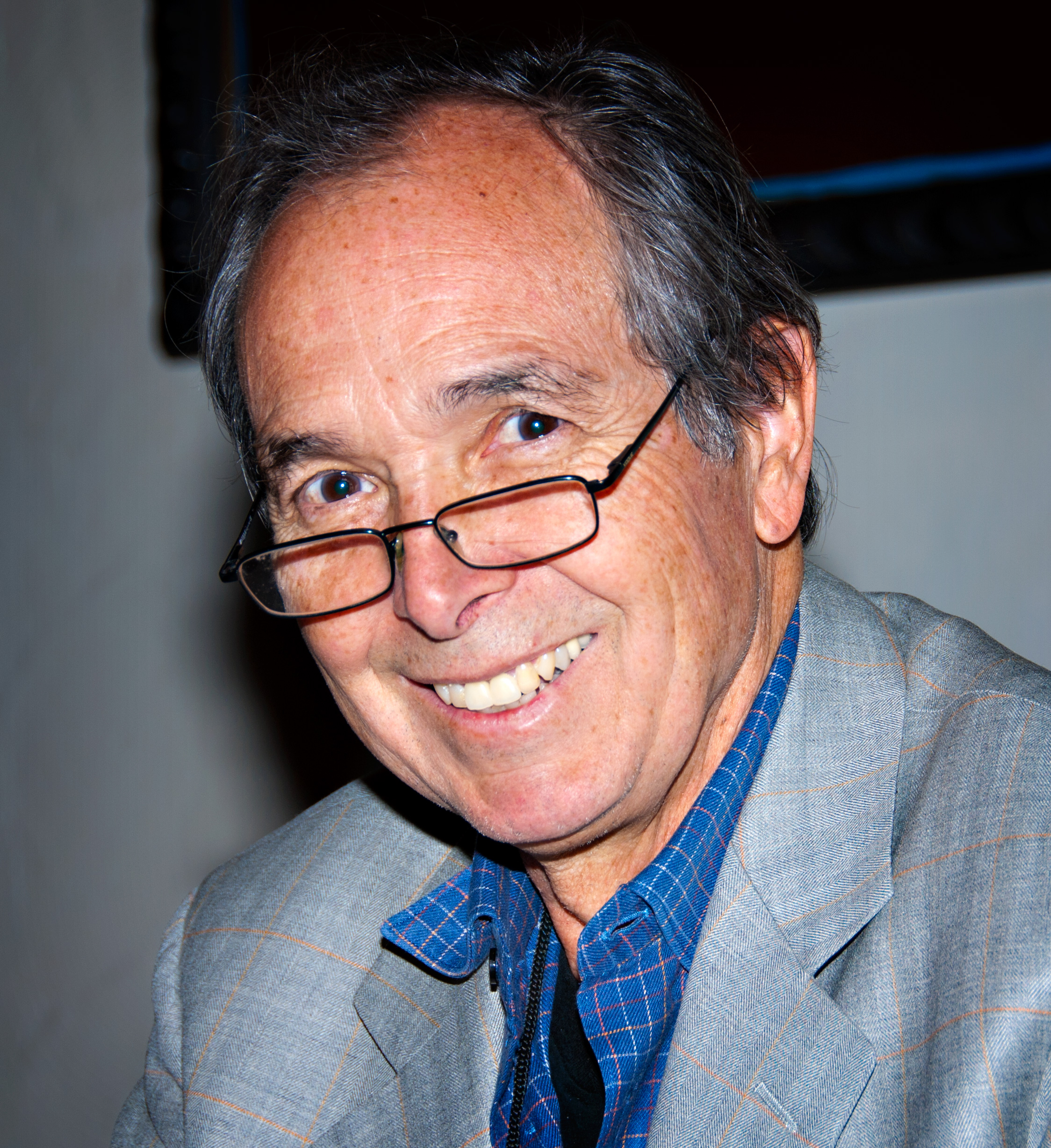
Martin Cruz Smith (2011)

Martin William Cruz Smith (* 3. November 1942 in Reading, Pennsylvania als Martin William Smith; † 11. Juli 2025 in San Rafael, Kalifornien) war ein US-amerikanischer Schriftsteller.

## Leben
Martin Cruz Smith wurde 1942 in Reading, Pennsylvania, geboren. Seine Eltern waren beide Jazz-Musiker. Er fügte in den 1970er Jahren den Geburtsnamen seiner Großmutter, Cruz, seinem Geburtsnamen hinzu.
Er studierte an der Universität von Pennsylvania, schloss 1964 mit einem Bachelor of Arts ab und arbeitete, bevor er mit dem Schreiben anfing, von 1965 bis 1969 als Journalist. In den 1970ern veröffentlichte er seine Romane auch unter Pseudonymen wie Nick Carter, Martin Quinn, Simon Quinn und Martin Smith. Berühmt machte ihn die Reihe um den Moskauer Ermittler Arkadi Renko, deren erster Band Gorki-Park (1981) zu einem weltweiten Bestseller, in den USA mit dem Gold Dagger ausgezeichnet und 1983 verfilmt wurde.
Unter dem Gemeinschaftspseudonym Jake Logan verfasste er Anfang der 1970er Jahre zwei der weit über 300 Bände umfassenden Westernromanserie Slocum; ebenso für die ca. 260 Bände umfassende Reihe um den Spion Nick Carter.
Er lebte mit seiner Familie in San Rafael, Kalifornien, wo er am 11. Juli 2025 im Alter von 82 Jahren starb.

## Werke
Veröffentlicht unter dem Pseudonym Simon Quinn
- 1974 The Devil in Kansas
- 1974 The Last Time I Saw Hell
- 1974 Nuplex Red
- 1974 His Eminence, Death
- 1975 The Midas Coffin
- 1976 Last Rites for the Vulture

Als geschlossene Reihe mit der Hauptfigur eines Inquisitors sowie:
- 1975 The Human Factor

Die Arkadi-Renko-Serie
- 1981 Gorky Park
  - Gorki-Park, dt. von Wulf Bergner; Scherz, München, Bern 1982. ISBN 3-502-10140-X.
- 1989 Polar Star
  - Polar Star, dt. von Gertrud Theiss; Hoffmann und Campe, Hamburg 1990. ISBN 3-455-00403-2.
- 1991 Red Square
  - Das Labyrinth, dt. von Hans-Heinrich Wellmann; Hoffmann und Campe, Hamburg 1993. ISBN 3-455-00404-0.
- 1999 Havana Bay
  - Nacht in Havanna, dt. von Kristian Lutze; München, Bertelsmann 1999. ISBN 3-570-00077-X.
- 2004 Wolves Eat Dogs
  - Treue Genossen, dt. von Reiner Pfleiderer; Bertelsmann, München 2005. ISBN 3-570-00470-8.
- 2007 Stalin’s Ghost
  - Stalins Geist, dt. von Rainer Schmidt; Bertelsmann, München 2007. ISBN 978-3-570-00919-2.
- 2010 Three Stations
  - Die goldene Meile, dt. von Rainer Schmidt; Bertelsmann, München 2010. ISBN 978-3-570-00920-8.
- 2013 Tatiana
  - Tatjana, dt. von Susanne Aeckerle; Bertelsmann, München 2013. ISBN 978-3-570-10191-9.
- 2019 The Siberian Dilemma
  - Die Spur des Bären, dt. von Rainer Schmidt; Bertelsmann, München 2021. ISBN 978-3-570-10418-7.

Die Reihe um den Polizisten Arkadi Renko erzählt nicht nur jeweils in sich abgeschlossene Kriminalfälle, sondern dokumentiert die Entwicklung von der Sowjetunion der 1980er Jahre bis zum heutigen Russland.
- 2025 Hotel Ukraine. Simon & Schuster, London 2025, ISBN 978-1-3985-1047-0.

Romano-Grey-Romane
- 1971 Gypsy in Amber (als Martin Smith)
  - Sing, Zigeuner, Sing, dt. von Heinz Kausträter; Scherz, Bern, München, Wien 1984. ISBN 3-502-50986-7.
  - auch als: Das Ritual, gleiche Übersetzung; Heyne, München 1996. ISBN 3-453-09290-2.
- 1972 Canto for a Gypsy (als Martin Smith)
  - Totentanz um eine Königskrone, dt. von Heinz Kausträter; Scherz, Bern, München, Wien 1984. ISBN 3-502-50966-2.

Andere Romane
- 1970 The Indians Won
  - Der andere Sieger, dt. von Michael Görden; Lübbe, Bergisch Gladbach 1984. ISBN 3-404-10349-1.
- 1972 The Analog Bullet
  - Das Capitol, dt. von Wolfgang Crass; Heyne, München 1982. ISBN 3-453-01622-X.
- 1972 Inca Death Squad (unter dem Pseudonym Nick Carter)
- 1973 The Devil’s Dozen (unter dem Pseudonym Nick Carter)
- 1975 The Wilderness Family (unter dem Pseudonym Martin Quinn)
- 1976 North to Dakota (ein Slocum-Western – unter dem Pseudonym Jake Logan)
- 1977 Ride for Revenge (ein Slocum-Western – unter dem Pseudonym Jake Logan)
- 1977 Nightwing
  - Flügel der Nacht, dt. von Gisela Stege; Ullstein, Berlin, Frankfurt am Main, Wien 1979. ISBN 3-550-06301-6.
- 1986 Stallion Gate
  - Los Alamos, dt. von Wulf Bergner; Scherz, Bern, München 1987. ISBN 3-502-10141-8.
- 1986 Overture to Death
- 1996 Rose
  - Die schwarze Rose, dt. von Kristian Lutze; Knaus, München 1996. ISBN 3-8135-0033-0.
- 2002 December 6 (Titel der britischen Ausgabe: Tokyo Station)
  - Countdown, dt. von Reiner Pfleiderer; Bertelsmann, München 2003. ISBN 3-570-00466-X.
- 2016 The Girl from Venice
  - Im Schatten von San Marco, dt. von Rainer Schmidt, C.Bertelsmann 2018. ISBN 978-3-570-10192-6.

## Verfilmungen
- 1978: Schwingen der Angst (Nightwing)
- 1983: Gorky Park